# Sv. Trije Kralji v Slovenskih goricah
Sv. Trije Kralji v Slovenskih goricah is een plaats in Slovenië en maakt deel uit van de gemeente Benedikt in de NUTS-3-regio Podravska. De plaats telde 130 inwoners op 1 januari 2020.